# Phyllotis anitae
Phyllotis anitae is een knaagdier uit het geslacht Phyllotis dat voorkomt in Argentinië. De soort is bekend van zes exemplaren, die tussen 2001 en 2003 op 2316 m hoogte gevangen zijn ten zuiden van Hualinchay in het departement Trancas van de provincie Tucumán. De soort is het nauwst verwant aan Phyllotis osilae. De soort is genoemd naar Anita Kelley Pearson, de weduwe van de eminente Amerikaanse bioloog Oliver Pearson. P. anitae is een zeldzame soort. Het dier is sympatrisch met Abrothrix illuteus, Akodon lutescens, Akodon simulator, Akodon spegazzinii, Andinomys lineicaudatus, Phyllotis osilae en ongeïdentificeerde soorten van Akodon, Oligoryzomys, Oxymycterus en Thylamys.
De rugvacht is donkergrijs en loopt geleidelijk over naar de lichtere onderkant van het lichaam. De middelgrote oren zijn bedekt met donkerbruine tot bijna zwarte haren. De donkere voeten zijn bedekt met dicht, kort haar. De vingers aan en de bovenkant van de achtervoeten zijn echter wit. De staart bevat duidelijk zichtbare schubben en is aan de onderkant lichter en behaarder dan aan de bovenkant. De klauwen aan de voorvoeten zijn 1,8 mm lang, die aan de achtervoeten 3,7 mm. De kop-romplengte bedraagt 82 tot 123 mm, de staartlengte 94 tot 124 mm, de achtervoetlengte 27 tot 31 mm, de oorlengte 18 tot 21 mm en het gewicht 20,5 tot 50 g (deels gebaseerd op onvolwassen exemplaren). Vrouwtjes hebben acht mammae.